# 2024年2月中國大陸

## 2月6日
- 张伟生、李明等人因入侵中国98万部手机并开通增值服务，涉案金额达347万元，被常州市金坛区法院分别判决有期徒刑十二年和十年。[1]

## 2月7日
- 中共中央、国务院免去易会满的中国证监会党委书记及主席职务，改由吴清接任[2]，外界认为与当时中国股市持续下跌有关，传出中共中央总书记习近平与中国金融监管机构人员讨论股市问题的消息[3]。

## 2月14日
- 一艘來自中國大陸的無名無註冊快艇，進入中華民國福建省金門縣限制水域非法捕魚，遇駐當地的海洋委員會海巡署第九海巡隊查稽，兩船追擊期間相撞，快艇4名船員落海，其中2人送醫後不治[4]。

## 2月23日
- 中国广州市南沙区沥心沙大桥被一艘集装箱船撞断，造成人员伤亡[5]。

## 2月24日
- 中國江蘇省南京市雨花台區一居民樓因電動車起火引發火災，造成15人死亡[6]。

## 2月25日
- 娃哈哈集團創始人兼董事長宗慶後病逝，享年79歲[7]。

## 2月26日
- 《中国经营报》报道，贵州六盘水市少数民族女企业家马艺珈伊为当地政府承建10个项目后，因欠债2亿2000万人民币向政府讨债未果被控寻衅滋事罪被捕，引发舆论质疑。[8]

## 2月27日
- 中国全国人民代表大会常务委员会发布公告，宣布前外长秦刚辞去全国人大代表职务，引发关注。[9]